# From Ashes to New
I From Ashes to New sono un gruppo musicale statunitense, formatosi a Lancaster, Pennsylvania nel 2013.

## Storia del gruppo
I From Ashes to New si sono formati nel 2013 a Lancaster. La band è stata fondata dal cantante e chitarrista Matt Brandyberry nell'agosto del 2013, successivamente la formazione si è gradualmente composta da Chris Musser alla voce, Branden Kreider alla chitarra e Tim d'Onofrio alla batteria. Nello stesso anno, la band pubblicò un EP omonimo From Ashes to New. Nel 2015 venne pubblicato un secondo EP dal titolo Downfall. Il 26 febbraio 2016 uscì il loro primo album in studio Day One che entrò nella classifica Billboard 200 piazzandosi al numero 53. Nel 2017 Tim d'Onofrio e Chris Musser lasciano la band, sostituiti da Mat Madiro alla batteria e Danny Case alla voce. Nel febbraio 2018 il gruppo pubblicò il singolo Crazy prima dell'uscita dell'album The Future, pubblicato il 20 aprile dello stesso anno classificandosi al numero 163 nella classifica Billboard 200.

## Formazione

### Formazione attuale
- Danny Case - voce (2017-presente)
- Matt Brandyberry - voce, rapping, tastiera, chitarra ritmica, programmatore (2013-presente)
- Lance Dowdle - basso, chitarra (2015-presente)
- Mat Madiro - batteria (2017-presente)

### Ex componenti
- Chris Musser - voce (2013-2017)
- Branden Kreider - chitarra (2013-2017)
- Dan Kecki - chitarra (2013-2015)
- Gareth Russell - basso (2013-2015)
- Jon-Mikel Valudes - batteria (2013-2014)
- Tim d'Onofrio - batteria (2014-2017)

## Discografia

### Album in studio
- 2016 – Day One
- 2018 – The Future
- 2020 – Panic
- 2023 – Blackout

### EP
- 2013 – From Ashes to New
- 2015 – Downfall
- 2021 – Quarantine Chronicles Vol. 1
- 2021 – Quarantine Chronicles Vol. 2
- 2021 – Quarantine Chronicles Vol. 3